# SN 1895B
SN 1895B – supernowa typu Ia odkryta 6 lipca 1895 roku w galaktyce NGC 5253. Jej maksymalna jasność wynosiła 8,26m.